# Songs for Swingin' Lovers
"Songs for Swingin' Lovers!" é o décimo álbum de estúdio do cantor americano Frank Sinatra e seu quarto projeto pela Capitol Records. O arranjo e produção foram feitos por Nelson Riddle e lançado primeiramente em LP em março de 1956 e relançado em CD no mês de janeiro de 1987.

## Produção
Este álbum teve a produção realizada por Nelson Riddle que tomou um rumo diferente após o melancólico In the Wee Small Hours (1955), regravando músicas de pop tradicional existentes de uma forma mais descolada e jazzística, revelando uma exuberância geral na linha de Songs for Young Lovers e Swing Easy!.

## Legado
| Críticas profissionais        | Críticas profissionais |
| Avaliações da crítica         | Avaliações da crítica  |
| Fonte                         | Avaliação              |
| ----------------------------- | ---------------------- |
| AllMusic                      | [ 4 ]                  |
| Encyclopedia of Popular Music | [ 5 ]                  |
| Uncut                         | [ 6 ]                  |

Em 2000, o álbum foi introduzido no Grammy Hall of Fame sendo também classificado em 306° lugar na lista da revista Rolling Stone dos 500 maiores álbuns de todos os tempos em 2003 e 308 na lista atualizada de 2012. A publicação afirma: "Um álbum que pretendia negar o rock & roll que estava mudando os Estados Unidos – e conseguiu. As músicas eram standards, a maioria com 10 ou 20 anos de idade, mas Sinatra e o produtor Nelson Riddle mostraram o quão atemporal a sofisticação jazzística e hippie pode ser". Os fãs do cantor frequentemente o classificam como seu melhor ou segundo melhor álbum (depois de In the Wee Small Hours) e muitos críticos especializados o consideram um dos maiores lançamentos de sua década. O crítico Colin Larkin o colocou em seu livro de 1000 melhores álbuns de todos os tempos.

### Na cultura popular
Várias músicas do álbum são utilizadas desde então em filmes, séries e até mesmo videogame. A faixa "You Make Me Feel So Young" foi incluída no longa-metragem Elf (2003) e Stewie Griffin (dublado por Seth MacFarlane) canta essa música no décimo quinto episódio da segunda temporada de Family Guy, "Dammit Janet!", enquanto a regravação de "You're Getting to Be a Habit with Me" aparece em Fear and Loathing in Las Vegas (1998). Durante a cena final de The Devil's Advocate (1997) o ator Al Pacino canta o cover de Sinatra da música "It Happened in Monterey". Harry Nilsson em The Fisher King (1991) assobia "How About You".
"I've Got You Under My Skin" acabou se tornando uma das canções assinatura do Frank Sinatra mesmo antes sendo gravada primeiramente pelo Cole Porter. A nova versão feita por Sinatra aparece no videogame Batman: Arkham Knight (2015) e na comédia romântica What Women Want (2000). O próprio cantor regravou a música anos depois; primeiro em 1963 para a coletânea Sinatra's Sinatra que compilava às músicas preferidas do intérprete e três anos depois ele relançou desta vez ao vivo para o álbum Sinatra at the Sands (1966) com Count Basie e orquestra. Outra versão dela é um dueto eletronicamente montado com Frank Sinatra e o vocalista do U2, Bono, no álbum Duets (1993) do Sinatra. A faixa foi lançada em um "lado A duplo" com "Stay (Faraway, So Close!)" da banda e o single alcançou a quarta posição nas paradas do Reino Unido. Frank Sinatra Jr., filho do intérprete tem como principal tradição executar a canção em seus concertos.

## Lista de faixas
| Lado A |                                        |         |  |
| N.º    | Título                                 | Duração |  |
| 1.     | "You Make Me Feel So Young"            | 2:57    |  |
| 2.     | "It Happened in Monterey"              | 2:36    |  |
| 3.     | "You're Getting to Be a Habit with Me" | 2:19    |  |
| 4.     | "You Brought a New Kind of Love to Me" | 2:48    |  |
| 5.     | "Too Marvelous for Words"              | 2:29    |  |
| 6.     | "Old Devil Moon"                       | 3:56    |  |
| 7.     | "Pennies from Heaven"                  | 2:44    |  |
| 8.     | "Love Is Here to Stay"                 | 2:42    |  |

| Lado B         |                              |         |  |
| N.º            | Título                       | Duração |  |
| 9.             | "I've Got You Under My Skin" | 3:43    |  |
| 10.            | "I Thought About You"        | 2:30    |  |
| 11.            | "We'll Be Together Again"    | 4:26    |  |
| 12.            | "Makin' Whoopee"             | 3:06    |  |
| 13.            | "Swingin' Down the Lane"     | 2:54    |  |
| 14.            | "Anything Goes"              | 2:43    |  |
| 15.            | "How About You?"             | 2:45    |  |
| Duração total: | Duração total:               | 43:59   |  |

## Desempenho nas tabelas musicais
| Tabela (1956)                  | Pico |
| ------------------------------ | ---- |
| Reino Unido (UK Albums Chart)  | 1    |
| Estados Unidos (Billboard 200) | 2    |

### Certificações
| Região                                                                                                  | Certificação | Vendas                                                |
| --- | ------------ | ----------------------------------------------------- |
| Reino Unido (BPI)                                                                                       | Ouro         | Erro de expressão: Palavra "estados" não reconhecida^ |
| Estados Unidos (RIAA)                                                                                   | Ouro         | Erro de expressão: Falta operando para *^             |
| *números de vendas baseados somente na certificação ^números de vendas baseados somente na certificação |              |                                                       |